# Bühne frei! Genau hier, genau jetzt
Bühne frei! Genau hier, genau jetzt ist ein deutscher Musicalspielfilm von Fabian „Zimbo“ Zimmermann aus dem Jahr 2022. Der mittellange Spielfilm wurde am 17. Juli 2022 in der Dr. Sieber-Halle in Sinsheim uraufgeführt. Der Film gewann einige Filmpreise und Auszeichnungen, wie den New York International Film Award sowie den Silver Award am Independentstar-Filmfest in Freising für den besten mittellangen Musicalfilm 2022. Am 2. August 2022 begann die offizielle Kinotour im Cinecitta in Nürnberg.

## Handlung
Nach dem Tod seiner Mutter kehrt der junge Tänzer Alex in seine Heimatstadt zurück. Zur selben Zeit erhält die Tänzerin Maya eine weitere Absage für ein professionelles Engagement. Sie träumt davon, die Kleinstadt zu verlassen und auf großen Bühnen des Landes aufzutreten. Der Immobilienmakler Sören Sörensen teilt Alex und dessen Vater Peter mit, dass die Stadthalle kurz vor dem Abriss steht und die Arbeit als Hausmeister hier bald nicht mehr benötigt wird. Peter steht nun am Rande der Verzweiflung, da er nach dem Tod seiner Frau auch noch den Job verlieren wird.
Von der Stadtverwaltung erfährt Alex, dass die Stadthalle zum jetzigen Stand nicht weiter betrieben werden kann. Die Ausgaben sind viel zu hoch, und die Bürger scheinen der Kunst müde zu sein. Daraufhin fasst Alex den Entschluss, der Stadt noch einmal eine letzte große Show zu bieten, um die Halle eventuell doch noch retten zu können. Er führt ein Casting durch, um seine Show mit den Tänzern aus der Stadt zu verwirklichen. Nachdem die ersten Probentage sehr erfolgreich verlaufen, kommt es zu einer Reihe von Komplikationen. Frau Berger muss Alex mitteilen, dass nahezu keine Tickets verkauft wurden, und Sörensens Sohn Jan erscheint aus unerfindlichen Gründen nicht mehr zu den letzten Proben. Sein bester Freund Andi beginnt an der ganzen Sache zu zweifeln und macht Alex klar, dass das doch nur peinlich enden kann. Maya bekommt das Gespräch mit und konfrontiert Alex mit ihren Zweifeln. Sie eröffnet ihm, dass sie nicht länger Teil der Show sein könne, da sie mit ihrem Traum, eine große Tänzerin zu werden, abgeschlossen habe. Alex sieht keine Chance mehr, die Show ohne Jan und Maya durchzuführen. Doch Andi möchte seinen besten Freund hier nicht einfach so im Stich lassen. Lina geht mit Pia und Anna auf die Suche nach ihrer Schwester. Diego und Mike versuchen Jan zurückzuholen.
Andi rührt in dieser Zeit in der Stadt noch einmal ordentlich die Werbetrommel. Kurz bevor Alex dem Bürgermeister hinter der Bühne schon mitteilen möchte, dass die Show nicht stattfinden kann, taucht Andi urplötzlich mit der gesamten Truppe auf und ist bereit für den Abend. Alex schöpft neuen Mut und bereitet seine Crew auf den Auftritt vor. Das Publikum ist begeistert. Sogar Herr Sörensen kann seine Begeisterung nicht verbergen und verkündet wenig später der Gruppe, dass es in der zukünftigen Shopping Mall weiterhin eine Showbühne geben wird.

## Produktion
Die ersten Vorbereitungen zur Vorproduktion starteten im Herbst 2019. Nachdem Regisseur und Filmemacher Fabian „Zimbo“ Zimmermann gemeinsam mit der Stadtverwaltung Sinsheim einen neuen Imagefilm im Auftrag der Heimattage 2020 für die Stadt produzierte, wurden mit der ersten Drehbuchfassung die ersten Planungen zu den späteren Dreharbeiten ausgearbeitet. Die zuvor geplanten Dreharbeiten im Sommer 2020 mussten aufgrund der auftretenden Corona-Pandemie vorerst verschoben werden. So konzentrierte sich die Produktion auf die Fertigstellung der eigenkomponierten Songs und musikalischen Elemente bis zu den geplanten Dreharbeiten im Sommer 2021.
Ende August 2021 starteten die Probetage mit dem Haupt- und Nebencast im Tanzzentrum des TSC Rot-Gold in Sinsheim. Die Choreografien wurden gemeinsam mit der Choreografin Kristina Sosnina entwickelt und eine Woche vor Start des ersten Drehtages einstudiert. Nach 14 Drehtagen, überwiegend in Sinsheim und Umgebung, konnte der Film abgedreht werden. Als Hauptdrehort diente die Stadt Sinsheim und die naheliegende Region im Kraichgau. Wichtige Drehlocations waren die Dr. Sieber-Halle, die Rhein-Neckar-Arena, der Segelflugplatz, der Neue Bahnhof sowie die Innenstadt in Sinsheim.

## Auszeichnungen
- 2022: Brussels Capital Film Festival Best First Time Director für Fabian Zimmermann im Juni, in der Kategorie Feature Film[4]
- 2022: Silver Award beim Independent-Star Filmfest in der Kategorie Mittellanger Spielfilm[5]
- 2022: New York International Film Awards im Juni, in der Kategorie Best Musical Film[6]
- 2022: Mannheim Arts and Film Festival im Mai, in der Kategorie Tanzfilm, Spielfilm[7]